# 다니엘 파레호
다니엘 "다니" 파레호 무뇨스(스페인어: Daniel "Dani" Parejo Muñoz, 1989년 4월 16일, 마드리드 지방 코슬라다 ~)는 스페인의 축구 선수로, 현재 비야레알 소속의 중앙 미드필더이다.

## 클럽 경력

### 레알 마드리드
마드리드 지방 코슬라다 출신으로, 파레호는 레알 마드리드의 유소년 아카데미 출신으로, 14세 때 합류했다. 그는 간혹 베언트 슈스터 감독에 의해 차출되어 1군 훈련에 동참하기도 했으며, 2006-07 시즌에는 레알 마드리드 카스티야 소속으로 세군다 디비시온 4경기에 출전했다.
2008년 8월 4일, 파레호는 풋볼 리그 챔피언십의 퀸스 파크 레인저스와 1년 임대 계약을 맺었고, 닷새 후에 데뷔전을 치렀는데, 로프터스 로드에서 열린 반슬리와의 경기에서 교체로 출전해 2-1 승리에 일조했으며, 총 18번의 공식 경기에 출전했다. 12월 17일, 본래 2009년 1월 1일에 복귀 예정이었던 파레호는 1군의 미드필더 루벤 데 라 레드와 마하마두 디아라가 시즌 말까지 부상이나 신체적 문제로 빠지게 되면서 조기에 원 소속 구단으로 복귀했다.
파레호는 중상으로 시즌 말까지 활동이 불가능하게 된 뤼트 판 니스텔로이의 17번을 받았다. 그는 공식 경기에 그리 많은 출전 기회를 받지 못했는데, 2월 15일에 4-0으로 이긴 스포르팅 히혼과의 라 리가 경기를 치를 때서야 처음으로 공식 경기에 나섰고, 그 마저도 세르히오 라모스와 교체로 들어가 막판 10분을 출전하는데 그쳤다.

### 헤타페
2009년 7월 말, 에스테반 그라네로가 헤타페에서 재영입된 후, 파레호는 영입 과정에 따라 헤타페로 맞바꾸어 이적했고, 그도 그라네로의 경우처럼 이적에 비슷한 조항이 붙었다. 2010년 3월 25일, 그는 친정을 상대로 득점을 기록했는데, 그는 이케르 카시야스 골키퍼로부터 공을 뺏어 골망을 흔들었지만, 안방에서 2-4 패배를 당했다. 미첼 감독의 아들이자 레알 마드리드 카스티야 시절의 동료인 아드리안과 중앙 미드필더 주전 지위를 놓고 경쟁한 그는 첫 시즌에 안정적인 활약을 보이며 헤타페의 사상 2번째 UEFA 유로파리그행에 일조했다.
파레호는 2010-11 시즌에 더 많은 경기(36경기)에 출전했지만, 마드리드 교외의 구단은 간신히 강등을 피했다.

### 발렌시아
2011년 6월 14일, 발렌시아는 €6M에 파레호를 영입했다고 공식적으로 발표했고, 이적 조항에 따라 입지를 잃은 미겔 앙헬 모야 골키퍼가 1년동안 헤타페로 임대될 것임을 덧붙였다. 8월 15일, 그는 1-1로 비긴 마요르카와의 원정 경기에서 80분을 출전해 리그 첫 경기를 치렀다.
파레호는 새로 이적한 구단에서 즉시 전력 외로 분류되었고, 그와 같은 역할을 지닌 세르히오 카날레스가 부상을 당해 빠진 후에도 상황이 나아지지 않았다. 그러나, 파레호는 2012-13 시즌에 들어 반동에 성공했고, 리그를 5위로 마감했지만, 36번의 공식 경기에 출전해 2골을 기록했다.
그 후로, 파레호는 다수 감독의 체제에서 부동의 주전으로 입지를 다졌다. 2014-15 시즌에는 개인 최다골인 12골의 기록을 세웠고, 그는 미드필더 치고는 가장 많은 득점을 올린 선수로 이름을 올렸다. 그 과정에서, 그는 2003-04 시즌의 비센테 이래로 발렌시아에서 10골 이상 득점한 첫 발렌시아 미드필더로 기록되었다.
2015년 11월 7일, 파레호와 파코 알카세르는 리그 3위를 차지하고 있는 셀타 비고와의 경기에서 2골씩 기록해 원정에서 5-1 승리를 견인했다. 그의 첫 골은 전반 종료 직전에 프리킥으로 넣은 것으로, 이 골로 발렌시아가 2-1로 앞서나갔다. 그러나, 1월, 부진을 거듭하면서, 파레호는 게리 네빌 감독에 의해 주장직을 알카세르에게 박탈당했다.

## 국가대표 경력
파레호는 2007년 UEFA U-19 축구 선수권 대회에 참가할 스페인의 선수단 목록에 들었다. 오스트리아에서 열린 본선에서, 그는 그리스와의 결승전에서 1-0 결승골의 주인공이 되었다.
이듬해, 그는 U-21 대표팀으로 승격되어 2009년 UEFA U-21 축구 선수권 대회의 예선 경기에 몇 차례 참가했다.

## 경력 통계

### 클럽
2016년 5월 15일 기준
| 클럽               | 시즌      | 리그 | 리그 | 컵   | 컵 | 대륙 | 대륙 | 기타 | 기타 | 합계 | 합계 |
| 클럽               | 시즌      | 출장 | 골   | 출장 | 골 | 출장 | 골   | 출장 | 골   | 출장 | 골   |
| ------------------ | --------- | ---- | ---- | ---- | -- | ---- | ---- | ---- | ---- | ---- | ---- |
| 레알 마드리드 B    | 2006–07   | 4    | 1    | —    | —  | —    | —    | —    | —    | 4    | 1    |
| 레알 마드리드 B    | 2007–08   | 33   | 10   | —    | —  | —    | —    | —    | —    | 33   | 10   |
| 레알 마드리드 B    | 합계      | 37   | 11   | —    | —  | —    | —    | —    | —    | 37   | 11   |
| 퀸스 파크 레인저스 | 2008–09   | 14   | 0    | 0    | 0  | —    | —    | 4    | 0    | 18   | 0    |
| 레알 마드리드      | 2008–09   | 5    | 0    | 0    | 0  | 0    | 0    | —    | —    | 5    | 0    |
| 헤타페             | 2009–10   | 28   | 6    | 8    | 1  | 0    | 0    | —    | —    | 36   | 7    |
| 헤타페             | 2010–11   | 36   | 3    | 3    | 0  | 5    | 1    | —    | —    | 44   | 4    |
| 헤타페             | 합계      | 64   | 9    | 11   | 1  | 5    | 1    | 0    | 0    | 80   | 11   |
| 발렌시아           | 2011–12   | 16   | 0    | 6    | 0  | 8    | 0    | —    | —    | 30   | 0    |
| 발렌시아           | 2012–13   | 27   | 1    | 4    | 1  | 5    | 0    | —    | —    | 36   | 2    |
| 발렌시아           | 2013–14   | 31   | 4    | 4    | 0  | 11   | 1    | —    | —    | 46   | 5    |
| 발렌시아           | 2014–15   | 34   | 12   | 3    | 0  | —    | —    | —    | —    | 37   | 12   |
| 발렌시아           | 2015–16   | 33   | 8    | 6    | 1  | 11   | 2    | —    | —    | 51   | 11   |
| 발렌시아           | 합계      | 141  | 25   | 23   | 2  | 35   | 3    | 0    | 0    | 199  | 30   |
| 경력 합계          | 경력 합계 | 242  | 45   | 24   | 3  | 40   | 4    | 4    | 0    | 316  | 52   |

1. ↑  풋볼 리그 컵 출전 경기 포함

## 기록

### 대회 기록
발렌시아 CF (2011~2020)
- 코파 델 레이: 2018-19

비야레알 CF (2020~ )
- UEFA 유로파리그 : 2020-21
- UEFA 슈퍼컵 준우승 : 2020-21

스페인 U-19
- UEFA U-19 축구 선수권 대회: 2007

스페인 U-20
- 지중해 경기 대회: 2009[15]

스페인 U-21
- UEFA U-21 축구 선수권 대회: 2011